# Contea di Stark (Dakota del Nord)
La contea di Stark in inglese Stark County è una contea dello Stato del Dakota del Nord, negli Stati Uniti. La popolazione al censimento del 2000 era di 22 636 abitanti. Il capoluogo di contea è Dickinson.